# Lygophis vanzolinii
Lygophis vanzolinii — вид змій родини полозових (Colubridae). Ендемік Аргентини.

## Поширення і екологія
Lygophis vanzolinii мешкають в горах Сьєррас-де-Кордова і Сьєррас-де-Сан-Луїс в центральній Аргентині. Вони живуть на кам'янистих схилах, порослих травою і чагарниками, на луках, серед скельних виступів та в лісах, на берегах річок і струмків.

## Збереження
МСОП класифікує стан збереження цього виду як близький до загрозливого. Lygophis vanzolinii загрожує знищення природного середовища.